# Gordon County
Gordon County is een county in de Amerikaanse staat Georgia.
De county heeft een landoppervlakte van 921 km² en telt 44.104 inwoners (volkstelling 2000). De hoofdplaats is Calhoun.